# Pittsburg Landing
Pittsburg Landing er en stedbetegnelse i Hardin County i Tennessee. Den blev opkaldt efter Pittsburgh i Pennsylvania. Området ligger ca. 150 meter over havets overflade. 
En stor del af slaget ved Shiloh under den amerikanske borgerkrig blev udkæmpet ved Pittsburg Landing

35°09′N 88°19′V / 35.150°N 88.317°V